# Juan Crespín
Juan Antonio Crespín Rodríguez (nacido el 31 de julio de 1961 en Avellaneda, Buenos Aires, Argentina) es un exfutbolista argentino. Jugaba de delantero y su primer club fue Club Atlético Lanús. 

## Carrera
Comenzó su carrera en 1979 jugando para Club Atlético Lanús, en donde estuvo hasta 1982. Ese año se trasladó a Club Atlético san Lorenzo, jugando hasta el año 1984. Ese año se trasladó a Club Atlético independiente. En 1985 volvió a san Lorenzo hasta 1985 de ahí a CA Temperley, en donde estuvo hasta 1986. Ese año se confirmó su regreso al CA Lanús, manteniéndose firme en las filas del equipo granate hasta el año 1988. Ese año se trasladó a España para formar parte de las filas del Real Zaragoza, estando hasta 1989. 
Ese año se fue al Elche, permaneciendo en el equipo ilicitano hasta 1993]] se fue al   Cádiz club de fútbol, jugando para el equipo hasta 1993. , permaneciendo hasta 1993. Ese año se fue al Marbella, manteniéndose hasta 1994. Ese año se marcha al San Fernando de Cádiz, en donde se queda hasta 1995. Ese año se fue al UD Almería. En 1996 se fue al Xerez CD, en 1997se fue al Novelda de Alicante en donde se retiró definitivamente en 1998, aunque siguió jugando tres años más en tercera división de la Comunidad Valenciana.

## Clubes
| Club                  | País      | Año       |
| --------------------- | --------- | --------- |
| San Lorenzo           | Argentina | 1980-1981 |
| Independiente         | Argentina | 1981-1982 |
| Lanús                 | Argentina | 1982      |
| CA Temperley          | Argentina | 1983-1986 |
| Lanús                 | Argentina | 1986-1988 |
| Zaragoza              | España    | 1988-1989 |
| Elche CF              | España    | 1989-1990 |
| Real Murcia           | España    | 1991-1992 |
| Cádiz CF              | España    | 1992-1993 |
| CA Marbella           | España    | 1993-1994 |
| San Fernando de Elche | España    | 1994-1995 |
| UD Almería            | España    | 1995      |
| Xerez CD              | España    | 1996      |